# 1016 Anitra
1016 Anitra este un asteroid din centura principală, descoperit pe 31 ianuarie 1924, de Karl Reinmuth.